# Handball-Bundesliga 2025/26
Die Handball-Bundesliga 2025/26 (vollständiger Name nach dem Hauptsponsor Daikin Handball-Bundesliga 2025/26) ist die 60. Spielzeit (die 48. Austragung der eingleisigen Spielzeiten) der höchsten deutschen Spielklasse im Handball der Männer. Titelverteidiger sind die Füchse Berlin.

## Modus
In dieser Saison spielen 18 Mannschaften im Modus „Jeder gegen jeden“ mit je einem Heim- und Auswärtsspiel um die Deutsche Meisterschaft. Der Tabellenerste am letzten Spieltag ist Deutscher Meister 2026. Die Mannschaften auf den beiden letzten Tabellenplätzen stiegen ab in die 2. Bundesliga 2026/27. Die Mannschaften auf den Plätzen 1+2 qualifizieren sich für die Champions League. Die Plätze 3+4 erhalten einen Startplatz in der European League.

## Mannschaften
In der Bundesliga treten 18 Mannschaften an. Zu den 16 Teams aus der Spielzeit 2024/25 kamen zwei Aufsteiger aus der 2. Bundesliga hinzu.
- Füchse Berlin (Meister)
- SC Magdeburg
- THW Kiel (Pokalsieger)
- SG Flensburg-Handewitt
- Handball Sport Verein Hamburg
- Rhein-Neckar Löwen
- TBV Lemgo
- Frisch Auf Göppingen
- MT Melsungen
- TSV Hannover-Burgdorf
- HSG Wetzlar
- SC DHfK Leipzig
- TVB 1898 Stuttgart
- HC Erlangen
- ThSV Eisenach
- VfL Gummersbach

Aufsteiger aus der 2. Bundesliga:
- GWD Minden
- Bergischer HC

## Statistiken

### Tabelle
| Pl.                                   | Verein                        | Sp. | S | U | N | Tore  | Diff. | Punkte |
| ------------------------------------- | ----------------------------- | --- | - | - | - | ----- | ----- | ------ |
| 1.                                    | Füchse Berlin (M)             | 0   | 0 | 0 | 0 | 00:00 | ±0    | 00:00  |
| 2.                                    | SC Magdeburg                  | 0   | 0 | 0 | 0 | 00:00 | ±0    | 00:00  |
| 3.                                    | MT Melsungen                  | 0   | 0 | 0 | 0 | 00:00 | ±0    | 00:00  |
| 4.                                    | THW Kiel (P)                  | 0   | 0 | 0 | 0 | 00:00 | ±0    | 00:00  |
| 5.                                    | SG Flensburg-Handewitt        | 0   | 0 | 0 | 0 | 00:00 | ±0    | 00:00  |
| 6.                                    | TSV Hannover-Burgdorf         | 0   | 0 | 0 | 0 | 00:00 | ±0    | 00:00  |
| 7.                                    | VfL Gummersbach               | 0   | 0 | 0 | 0 | 00:00 | ±0    | 00:00  |
| 8.                                    | TBV Lemgo Lippe               | 0   | 0 | 0 | 0 | 00:00 | ±0    | 00:00  |
| 9.                                    | Rhein-Neckar Löwen            | 0   | 0 | 0 | 0 | 00:00 | ±0    | 00:00  |
| 10.                                   | Handball Sport Verein Hamburg | 0   | 0 | 0 | 0 | 00:00 | ±0    | 00:00  |
| 11.                                   | ThSV Eisenach                 | 0   | 0 | 0 | 0 | 00:00 | ±0    | 00:00  |
| 12.                                   | Frisch Auf Göppingen          | 0   | 0 | 0 | 0 | 00:00 | ±0    | 00:00  |
| 13.                                   | SC DHfK Leipzig               | 0   | 0 | 0 | 0 | 00:00 | ±0    | 00:00  |
| 14.                                   | HSG Wetzlar                   | 0   | 0 | 0 | 0 | 00:00 | ±0    | 00:00  |
| 15.                                   | HC Erlangen                   | 0   | 0 | 0 | 0 | 00:00 | ±0    | 00:00  |
| 16.                                   | TVB Stuttgart                 | 0   | 0 | 0 | 0 | 00:00 | ±0    | 00:00  |
| 17.                                   | Bergischer HC (N)             | 0   | 0 | 0 | 0 | 00:00 | ±0    | 00:00  |
| 18.                                   | GWD Minden (N)                | 0   | 0 | 0 | 0 | 00:00 | ±0    | 00:00  |
| Quelle: HBL, Stand: 7. September 2025 |                               |     |   |   |   |       |       |        |

| Legende |                                                |
| (M)     | Deutscher Meister 2024/25                      |
| (P)     | DHB-Pokalsieger 2024/25                        |
| (N)     | Aufsteiger aus der 2. Bundesliga 2024/25       |
|         | Teilnehmer an der EHF Champions League 2026/27 |
|         | Teilnehmer an der EHF European League 2026/27  |
|         | Abstiegsplätze                                 |